# 13912 Gammelgarn
13912 Gammelgarn eller 1979 QA2 är en asteroid i huvudbältet som upptäcktes den 22 augusti 1979 vid Europeiska sydobservatoriet (ESO) av Uppsalaastronomen Claes-Ingvar Lagerkvist. Den är uppkallad efter Gammelgarns socken på Gotland.
Asteroiden har en diameter på ungefär 4 kilometer och den tillhör asteroidgruppen Massalia.